# ماداسين بيتي
ماداسين بيتي (بالإنجليزية: Madisen Beaty)‏ هي ممثلة أمريكية من مواليد 28 فبراير 1995 في سينتينيال ، كولورادو الولايات المتحدة. في عام 2008 ظهرت لأول مرة في فيلمها الطويل الحالة المحيرة لبنجامين بتن  فازت بجائزة الفنانة الشابة لأفضل أداء في مسلسل تلفزيوني.

## أعمال

### أفلام
| عام        | عنوان                         | وظيفة                | ملاحظات              |
| ---------- | ----------------------------- | -------------------- | -------------------- |
| 2006       | الهياكل العظمية غير المغلقة   | يونغ كريستا          | فيلم قصير            |
| 2007       | انحدار                        | طفل المدرسة          | فيلم قصير            |
| 2008       | حالة بنجامين باتون الغريبة    | ديزي فولر (10 سنوات) |                      |
| 2010       | الخمسة                        | أديلين               |                      |
| 2010       | Adalyn                        | باتريشيا             | فيلم قصير            |
| 2012       | روك بارنز: الإمبراطور بداخلك  | ويندي                |                      |
| 2012       | السيد                         | دوريس سولستاد        |                      |
| 2014       | جيمي ماركس مات                | فرانسيس ويلكينسون    |                      |
| 2015       | شارك                          | جينا                 | فيلم قصير            |
| 2016       | أشخاص أخرون                   | رفقة                 |                      |
| 2016       | الخارجين عن القانون والملائكة | شارلوت تيلدون        |                      |
| 2016       | في المدينة المشعة             | بيث يورلي            |                      |
| 2018       | كلوفيتش القاتل                | كاسي                 |                      |
| 2019       | ذات مرة في هوليوود            | "كاتي"               |                      |
| يُعلن لاحقًا | جلسة طهيه                     | بيثاني               | مرحلة ما بعد الإنتاج |

### تلفزيون
| عام       | عنوان           | وظيفة              | ملاحظات                       |
| --------- | --------------- | ------------------ | ----------------------------- |
| 2008      | رجل العائلة     | جولي بيكر          | فيلم تلفزيوني                 |
| 2010      | آي كارلي        | ليزلي              | الحلقة: "كانت فتاة ملكة جمال" |
| 2010      | لا عائلة عادية  | سارة بيرج          | الحلقة: "لا يوجد خاتم عادي"   |
| 2010      | ميثاق الحمل     | سارة دوجان         | فيلم تلفزيوني                 |
| 2010      | NCIS            | كريستين هاسكل      | الحلقة: "Dead Air"            |
| 2011      | ملكة جمال تتصرف | سام                | 6 حلقات                       |
| 2012      | شعب جميل        | إليزابيث           | فيلم تلفزيوني                 |
| 2016      | الدلو           | باتريشيا كرينوينكل | 10 حلقات                      |
| 2013-2018 | ترعاه           | تاليا بانكس        | 15 حلقة                       |
| 2018      | هنا و الآن      | إيما               | 2 حلقة                        |
| 2018-2019 | السحرة          | قزحية              | 2 حلقة                        |

## وصلات خارجية
- ماداسين بيتي على موقع IMDb (الإنجليزية)
- ماداسين بيتي على موقع ميتاكريتيك (الإنجليزية)
- ماداسين بيتي على موقع روتن توميتوز (الإنجليزية)
- ماداسين بيتي على موقع ألو سيني (الفرنسية)
- ماداسين بيتي على موقع أول موفي (الإنجليزية)
- ماداسين بيتي على موقع قاعدة بيانات الأفلام السويدية (السويدية)
- ماداسين بيتي على موقع أول ميوزيك (الإنجليزية)
- ماداسين بيتي على موقع ديسكوغز (الإنجليزية)
- ماداسين بيتي على موقع قاعدة بيانات الفيلم (الإنجليزية)
- ماداسين بيتي على موقع كينوبويسك (الروسية)